# 소베츠크 (칼리닌그라드주)

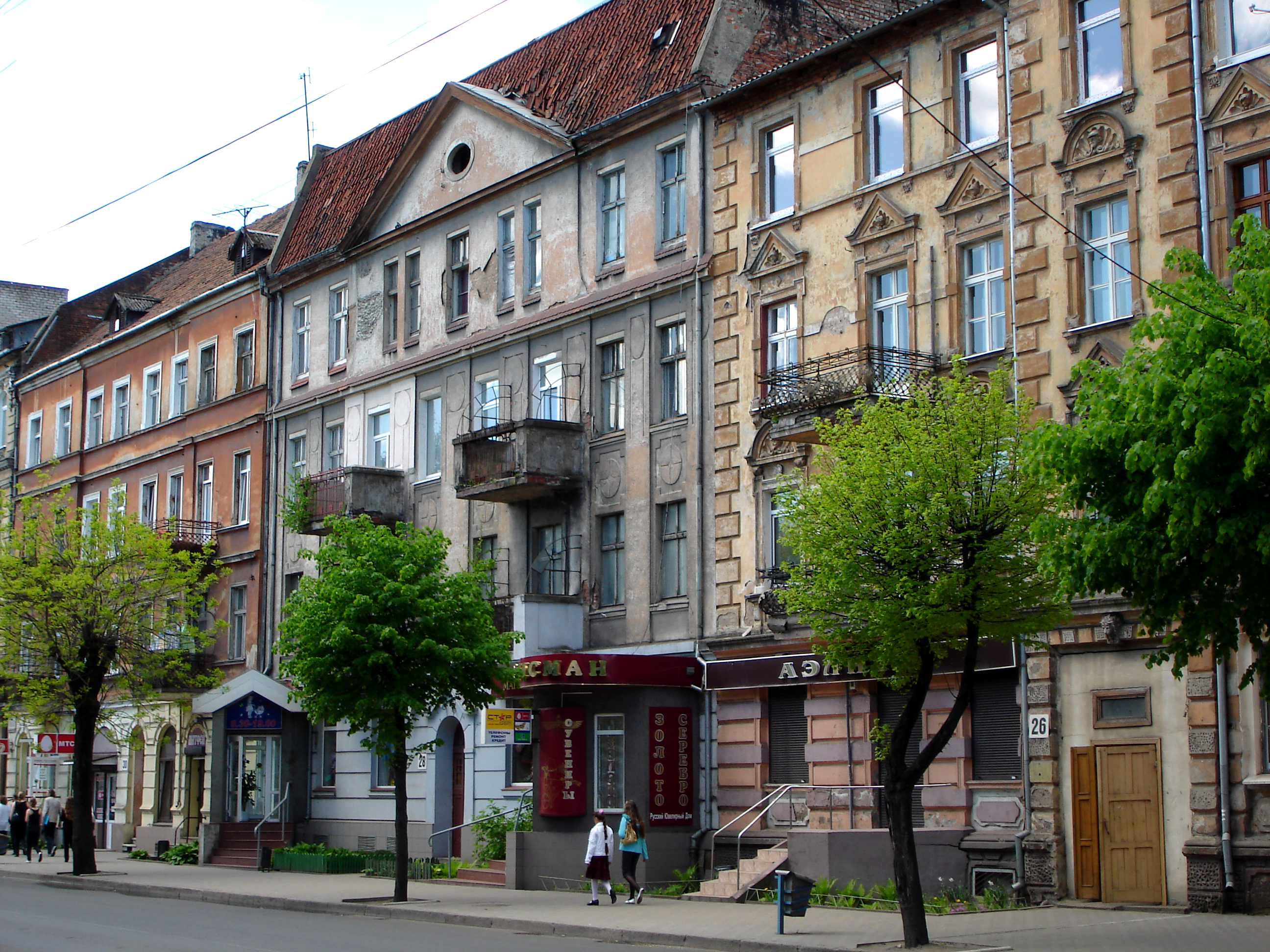
소베츠크(옛 틸지트)의 거리

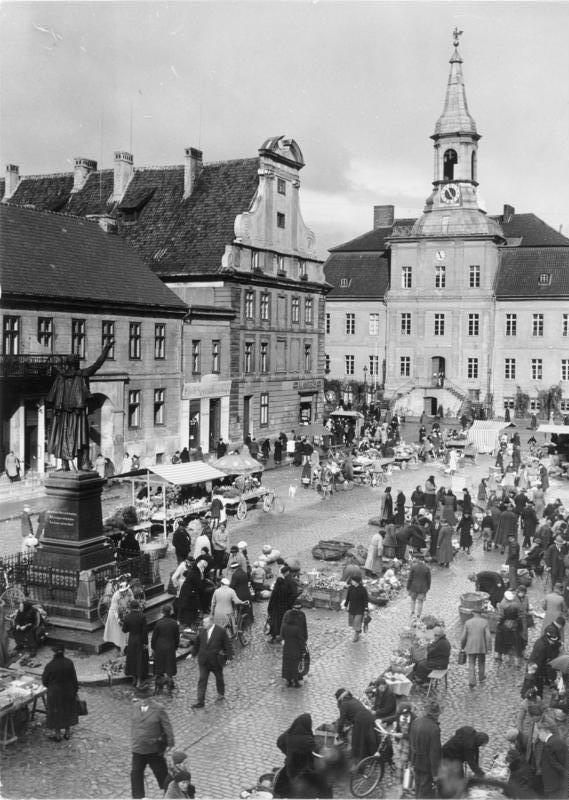
1930년의 틸지트 시청 앞 광장과 솅켄도르프 동상(銅像).

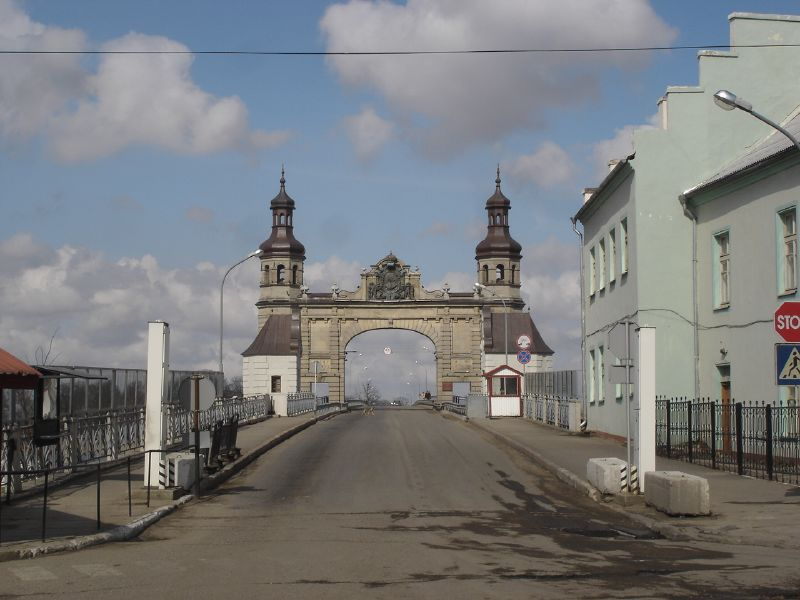
리투아니아의 Panemunė로 이어지는 루이제 왕비교(橋), 2006년

소베츠크(러시아어: Сове́тск, 1946년까지는 독일어: Tilsit 틸지트[*], 리투아니아어: Tilžė 틸제)는 네만강(江)의 남쪽에 있는 칼리닌그라드주의 도시이다. 인구는 4만3,278명 (2004년)이다.

## 틸지트 시대
틸지트는 1288년에 튜턴 기사단(독일기사단)에 의해서 지어진 샬라우너 하우스(Schalauner Haus)라는 성(城)의 주변에 발달한 도시이다. 1552년에 도시로 성장하였으며, 1807년 7월에 이 곳에서 프랑스의 나폴레옹 1세와 프로이센의 프리드리히 빌헬름 3세, 러시아의 알렉산드르 1세 사이에 평화조약이 맺어졌다. 프로이센의 영토는 이 때 크게 줄어들었으나, 프로이센의 왕비 루이제의 의연한 교섭은 망국의 기로에 있던 프로이센인들에게 큰 지지를 얻었다. 1945년 이 도시가 독일로부터 이탈할 때까지, 루이제 왕비와 프리드리히 빌헬름 3세 부부가 머물렀던 집에는 대리석의 명판이 내걸렸다. 또한 시내에는 이 도시 출신의 시인 막스 폰 솅켄도르프(1783~1817)를 기념하는 솅켄도르프 광장이 있었다. 1900년경에는 34,500명의 인구를 가진 도시가 되어 노면전차가 생겼으며 쾨니히스베르크와 라비아우로 이어지는 철도가 운행되었다.
제 1차 세계대전 이후 메멜란트가 리투아니아 영토가 됨에 따라, 틸지트는 네만 강을 사이에 두고 리투아니아와 국경을 접하게 되었다. 제 2차 세계대전 이전에는 독일 동프로이센의 도시였지만, 1945년 1월 20일 소련군이 들어와서, 독일인 주민들은 추방되었다.

## 소베츠크 시대
제 2차 세계대전 이후에는 소비에트 연방과 러시아 연방의 도시가 되어 현재에 이른다.

## 기후
| Sovetsk의 기후                                                                       | Sovetsk의 기후 | Sovetsk의 기후 | Sovetsk의 기후 | Sovetsk의 기후 | Sovetsk의 기후 | Sovetsk의 기후 | Sovetsk의 기후 | Sovetsk의 기후 | Sovetsk의 기후 | Sovetsk의 기후 | Sovetsk의 기후 | Sovetsk의 기후 | Sovetsk의 기후 |
| 월                                                                                   | 1월            | 2월            | 3월            | 4월            | 5월            | 6월            | 7월            | 8월            | 9월            | 10월           | 11월           | 12월           | 연간           |
| ------------------------------------------------------------------------------------ | -------------- | -------------- | -------------- | -------------- | -------------- | -------------- | -------------- | -------------- | -------------- | -------------- | -------------- | -------------- | -------------- |
| 일평균 최고 기온 °C (°F)                                                             | −0.6 (30.9)    | 0.7 (33.3)     | 5.4 (41.7)     | 12.3 (54.1)    | 17.5 (63.5)    | 20.2 (68.4)    | 22.8 (73.0)    | 22 (72)        | 17.5 (63.5)    | 11.1 (52.0)    | 6 (43)         | 2.1 (35.8)     | 11.4 (52.6)    |
| 일일 평균 기온 °C (°F)                                                               | −2.7 (27.1)    | −1.8 (28.8)    | 1.8 (35.2)     | 7.8 (46.0)     | 13.1 (55.6)    | 16.4 (61.5)    | 19 (66)        | 18.3 (64.9)    | 14 (57)        | 8.4 (47.1)     | 4.2 (39.6)     | 0.4 (32.7)     | 8.2 (46.8)     |
| 일평균 최저 기온 °C (°F)                                                             | −5 (23)        | −4.5 (23.9)    | −1.8 (28.8)    | 2.9 (37.2)     | 8 (46)         | 11.8 (53.2)    | 14.8 (58.6)    | 14.4 (57.9)    | 10.5 (50.9)    | 5.8 (42.4)     | 2.3 (36.1)     | −1.4 (29.5)    | 4.8 (40.6)     |
| 평균 강수량 mm (인치)                                                                | 59 (2.3)       | 50 (2.0)       | 51 (2.0)       | 46 (1.8)       | 56 (2.2)       | 75 (3.0)       | 95 (3.7)       | 83 (3.3)       | 65 (2.6)       | 68 (2.7)       | 60 (2.4)       | 57 (2.2)       | 765 (30.2)     |
| 출처: https://en.climate-data.org/asia/russian-federation/kaliningrad/sovetsk-12841/ |                |                |                |                |                |                |                |                |                |                |                |                |                |

## 자매 도시
- 폴란드 Lidzbark Warmiński
- 폴란드 베우하투프
- 폴란드 Iława
- 리투아니아 타우라게
- 리투아니아 Pagėgiai
- 리투아니아 Šilalė
- 독일 킬
- 스위스 Amlikon-Bissegg
- 슬로바키아 포바슈스카비스트리차